# Склифосовский, Николай Васильевич
Никола́й Васи́льевич Склифосо́вский (25 марта [6 апреля] 1836, Дзержинское (ПМР), Херсонская губерния — 30 ноября [13 декабря] 1904, Яковцы) — врач-хирург, военный врач, учёный-новатор, доктор медицины (1863), директор Императорского клинического института Великой княгини Елены Павловны в Санкт-Петербурге (1893), автор трудов по военно-полевой хирургии и хирургии брюшной полости.
Внёс существенный вклад в изучение, распространение и внедрение в отечественную хирургическую практику антисептического и асептического методов лечения, что помогло значительно снизить послеоперационную летальность в России.
Являлся почётным членом Лондонского медицинского общества, Общества чешских врачей в Праге, Обществ врачей-хирургов в Париже и Будапеште, ряда вузов России, 20 различных обществ врачей России.

## Биография
Николай Склифосовский родился 25 марта (6 апреля)  1836 года на хуторе Карантин (ныне — посёлок Дзержинское), в двух километрах к югу от города Дубоссары Тираспольского уезда Херсонской губернии Российской империи, в многодетной семье мелкопоместного дворянина.
Вся семья проживала на территории хутора Карантин. Название хутора происходит от карантинной станции, которая была создана для предупреждения распространения особо опасных инфекционных заболеваний, проверки и обеззараживания прибывающих из-за границы на территорию Херсонской губернии продуктов растительного и животного происхождения. Также на территории хутора Карантин располагался тыловой госпиталь для больных инфекционными заболеваниями военнослужащих Русской императорской армии под командованием выдающегося русского полководца графа Александра Васильевича Суворова-Рымникского (1789).
Фамилия деда Склифосовского по отцовской линии — Склифос (Sclifos). Эту фамилию видоизменил отец Николая, Василий, приняв миропомазание в Русской православной церкви города Дубоссары, где был крещён при рождении младенец Николай Склифосовский (девятый ребёнок в семье). После смерти жены Василий Склифосовский, будучи малообеспеченным письмоводителем Дубоссарской карантинной конторы, в период свирепствования в Дубоссарах эпидемии холеры был вынужден младших из 12 детей отдать в одесский приют, а вскоре заболел и сам и через несколько лет скончался. Отец Склифосовского был похоронен на кладбище микрорайона Лунга города Дубоссары. Дубы, посаженные отцом Склифосовского и другими работниками ратуши в год рождения будущего врача Николая Склифосовского у ручья возле старой больницы г. Дубоссары, сохранились до сих пор. Родительский дом Склифосовского не сохранился, сгорел в период Гражданской войны 1917—1922 годов.
Среднее образование Николай получил в мужской гимназии № 2 города Одессы, которую окончил с серебряной медалью в 1854 году. Во время учёбы зарабатывал деньги частными уроками. Возможно, судьба матери и отца предопределила будущий выбор профессии Склифосовского.
Поступил на медицинский факультет Московского университета (1855). Жил на небольшую стипендию, которую получал от Одесского приказа общественного призрения. Был одним из лучших студентов медицинского факультета, особенно интересуясь хирургией. Окончив университетский курс с отличием и степенью лекаря (1859), вернулся в Одессу, где работал ординатором в хирургическом отделении городской больницы. Через несколько лет Склифосовскому предложили стать главным врачом, но он отказался, предпочитая практическую работу. Будучи проездом в Дубоссарах, из-за болезни главного врача дубоссарской больницы был вынужден исполнять его обязанности.
Проездом из Москвы через г. Дубоссары, по предложению начальника Херсонской губернии, по случаю болезни тамошнего врача, исполнял обязанности его по городской больнице и городу с 23 августа по 8 сентября 1859 года.
Учёную степень доктора медицины получил в Императорском Харьковском университете в 1863 году за диссертацию «О кровяной околоматочной опухоли». В следующем году был отправлен за границу, где провёл более двух лет.
В 1866—1867 годах работал в Германии в патологоанатомическом институте профессора Рудольфа Вирхова и хирургической клинике профессора Бернгарда фон Лангенбека; в прусской армии работал на перевязочных пунктах и в военном лазарете. Затем работал во Франции у Кломарта и в клинике Нелатона, в Англии и Шотландии — у Симпсона.
После заграничной командировки вернулся в Одессу и был назначен заведующим хирургическим отделением городской больницы. В Одессе приобрёл репутацию талантливого хирурга, активно публиковался в научных журналах. Выпустил целую серию трудов (перечень их — в диссертации К. Э. Лопатто, «Кафедра хирургической патологии при Императорской военно-медицинской академии», 1898), благодаря которым в начале 1870 года по рекомендации Н. И. Пирогова был приглашён на кафедру хирургии в Императорский Киевский университет. В том же году был награждён первым орденом — Св. Анны 3-й ст.
В 1871 году Склифосовский был переведён на кафедру хирургической патологии Императорской медико-хирургической академии, где он преподавал и оперировал. Параллельно он вёл хирургию на действовавших при Академии Высших женских медицинских курсах.
В этот период им напечатан ряд научных работ: «Резекция обеих челюстей» («Военно-медицинский журнал», 1873), «Оперативное лечение неподвижности коленного сочленения» («Протоколы Общества русских врачей», 1873—1874), «Вырезывание зоба», «Сосочковое новообразование яичника (papilloma). Иссечение его» (1876) и др. В том же году в течение четырёх месяцев работал в военных лазаретах российского Красного Креста в Черногории, а затем на берегах Дуная. В 1874 году был награждён орденом Св. Анны 2-й ст.
Н. В. Склифосовский принимал участие в нескольких военных кампаниях: австро-прусской войне (1866—1868) в составе действующей прусской армии в качестве полкового врача во время стажировки за границей, франко-прусской войне (1870—1871) в качестве врача-хирурга в военных госпиталях, сербско-черногорско-турецкой войне (1876) и русско-турецкой войне (1877—1878) военно-полевым хирургом, хирургом-консультантом госпиталей, ведущим хирургом Русской императорской армии. Профессиональный опыт, накопленный в четырёх кровопролитных войнах, позволил доктору медицины Склифосовскому существенным образом усовершенствовать способы и методы хирургического лечения огнестрельных ранений и переломов, что оказало влияние на дальнейший рост его профессионального мастерства и искусства, авторитета в мировой науке. Он стал крупным военно-полевым хирургом своего времени. За заслуги в военной медицине награждён в 1876 году Черногорским орденом Князя Даниила I, а в 1877 году — орденом Св. Владимира 3-й ст. с мечами.
Военно-полевая врачебная деятельность Склифосовского предоставила ему ценные материалы для опубликования ряда научных работ по военной медицине и военно-санитарному делу (перечень их — в диссертации Лопатто): «Перевозка раненых на войне» («Медицинский вестник», 1877), «Наше госпитальное дело на войне» (здесь Склифосовский отмечает прогресс санитарного дела в войне 1877—1878 годов и вред дуализма власти медицинского управления на войне и др.), «В госпиталях и на перевязочных пунктах во время Турецкой войны» и др.. В 1878 году Склифосовский перешёл на кафедру академической хирургической клиники.
С 1880 года Склифосовский начал работу в Московском университете в должности экстраординарного профессора кафедры факультетской хирургической клиники Московского университета. В 1882—1893 годах — ординарный профессор кафедры хирургической факультетской клиники, в 1882—1888 годах — декан медицинского факультета Императорского Московского университета. Склифосовский превратил университетскую клинику в одну из лучших в России, а потом и в Европе. Склифосовский внедрил антисептику: обязал врачей и всех присутствующих при операциях надевать чистые халаты, тщательно мыть и обеззараживать руки и медицинские инструменты, что позволило свести к минимуму осложнения после операции и заражения крови, распространённые в это время. Пример университетской клиники положительно сказался на внедрении антисептики и в других московских больницах.
В 1879 году Н. В. Склифосовский произвёл первую в России успешную (с благоприятным исходом) гастростомию на человеке — прооперировал больного, страдающего раком пищевода.
В конце 1870-х и в первой половине 1880-х годов Н. В. Склифосовский внёс большой вклад в изучение, распространение и внедрение в отечественную хирургическую практику антисептики и асептики, что помогло значительно снизить послеоперационную летальность в стране. Пионерами антисептики в России были признаны Н. И. Пирогов, Э. Бергманн, К. К. Рейер, но им не удалось в то время сделать антисептику достоянием всей отечественной медицины. В России, как и во многих других странах Европы, внедрение антисептики также встречало сильное сопротивление и критику со стороны медицинского сообщества. Н. В. Склифосовскому, благодаря его авторитету, удалось сломить это сопротивление сначала в Москве, а затем и во всей Российской империи. На I Всероссийском Пироговском съезде врачей в 1885 году он выступил с блестящей речью в защиту антисептического и асептического методов лечения ран.
В 1883 году учёный стал одним из учредителей Русского хирургического общества (Пироговского общества), с 1883 по 1894 годы являлся его председателем. В 1887 году награждён высшей 1-й степенью ордена Св. Анны.
Стремление Н. В. Склифосовского к общественному служению нашло выражение в создании по его инициативе Клинического городка Императорского Московского университета на Девичьем поле, строительство которого продолжалось в Москве десять лет, с 1887 по 1897 годы. Созданная на базе медицинского факультета Московского университета комиссия под председательством декана факультета Н. В. Склифосовского подготовила к февралю 1886 план-проект будущего клинического городка, при разработке которого был учтён новейший зарубежный и отечественный опыт устройства подобного рода заведений. Используя свой высокий врачебный авторитет в российской столице, Склифосовский собрал среди купечества крупные пожертвования на возведение этого городка. На базе клиник городка, оснащённых на высоком европейском уровне, профессор Склифосовский создал крупную клиническую школу из многочисленных учеников, которая внесла огромный вклад в развитие отечественной хирургии. Склифосовский стал первым руководителем факультетской хирургической клиники в Клиническом городке с момента её открытия (1890) до перевода Склифосовского в Санкт-Петербург (1893).

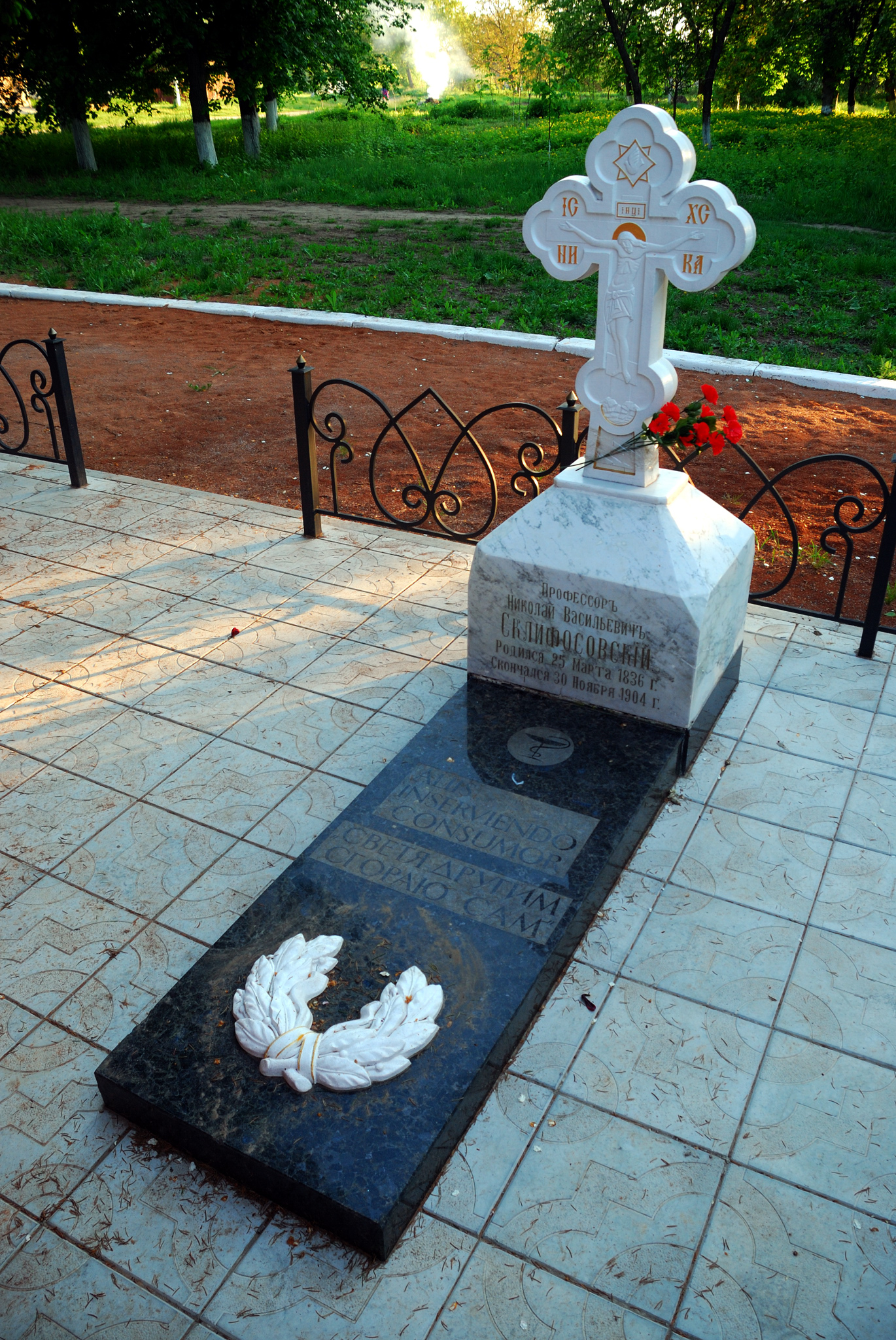
Могила Н. В. Склифосовского. Надгробная надпись гласит: «Светя другим сгораю сам». Полтава, Яковцы, ул. Выборгская.

В 1891 получил чин Тайного советника, что соответствовало званию генерал-лейтенанта в армии. В 1893 году Склифосовский возглавлял Императорский клинический институт Великой княгини Елены Павловны в Санкт-Петербурге. Издавал журнал «Летописи русской хирургии».
В 1896 году награждён орденом Св. Владимира 2-й ст. В 1899 году стал почётным членом Московского университета. На начало 1900 года Склифосовский получал жалованье и пенсионные деньги в сумме 6000 руб/год.
Последние годы жизни учёного были омрачены инсультом. В 1902 году он покинул Санкт-Петербург и поселился на приобретенной ещё в 1884 году усадьбе в селе Яковцах, в окрестностях Полтавы. Немного оправившись от болезни, учёный занялся садоводством. Но улучшение было недолгим, и вскоре, 30 ноября (13 декабря) 1904 года, Николай Склифосовский скоропостижно скончался в возрасте 68 лет. Похоронили его на погосте Свято-Богородичной церкви села Яковцы, неподалёку от места знаменитой Полтавской битвы.

## Семья
Первая жена — Елизавета Густавовна Склифосовская (в девичестве Морген, 1846—1870). Умерла в 24 года от тифа. Мать троих его детей.
Дети: Ольга (1865—1960), Николай (1866—1909), Константин (1869—1892).
Ольга Николаевна Склифосовская-Яковлева (1865—1960), похоронена в Москве на кладбище Донского монастыря, рядом похоронен её муж Яковлев Михаил Павлович (1855—1930), хирург и ассистент Н. В. Склифосовского, проживали в Москве на Арбате. Их дочь Наталия (в замужестве Биркетт, 1894—1978) эмигрирована в Великобританию, где живут её потомки.
Николай Николаевич Склифосовский, полковник, герой русско-японской войны, скончался в Лозанне (Швейцария) от туберкулеза.
Константин Николаевич Склифосовский, юрист, скончался от воспаления легких в Ялте, где и похоронен.
Вторая жена — Софья Александровна Склифосовская (в девичестве Шильднер-Шульднер, 1852—1919), лютеранского вероисповедания (с 1914 года — в православье); убита в имении Яковцы 4 (17) октября 1919 года. Мать его 6 детей.
Дети:
- Дочь — Тамара (в замужестве Терская, 1888—1919), убита в имении Яковцы в 1919 году одновременно с матерью[источник не указан 124 дня].
- Сын — Борис (1879—1887);
- Сын — Вадим (1885), скончался в возрасте 6-ти месяцев;
- Сын — Александр (1882—1905);
- Сын — Владимир (1874—1890, скончался в Москве от туберкулеза почек);
- Дочь — Мария (1876-?);

На начало 1900 года в официальном справочнике указано, что у Склифосовского четверо детей в живых.
- Брат — Трофим Васильевич Склифосовский, коллежский асессор, гласный Городской думы Одессы[20].
- Брат — Василий Васильевич Склифосовский, железнодорожник, первый начальник станции Минск.

## Научные работы
Автор свыше 70 научных работ по медицине.

## Память

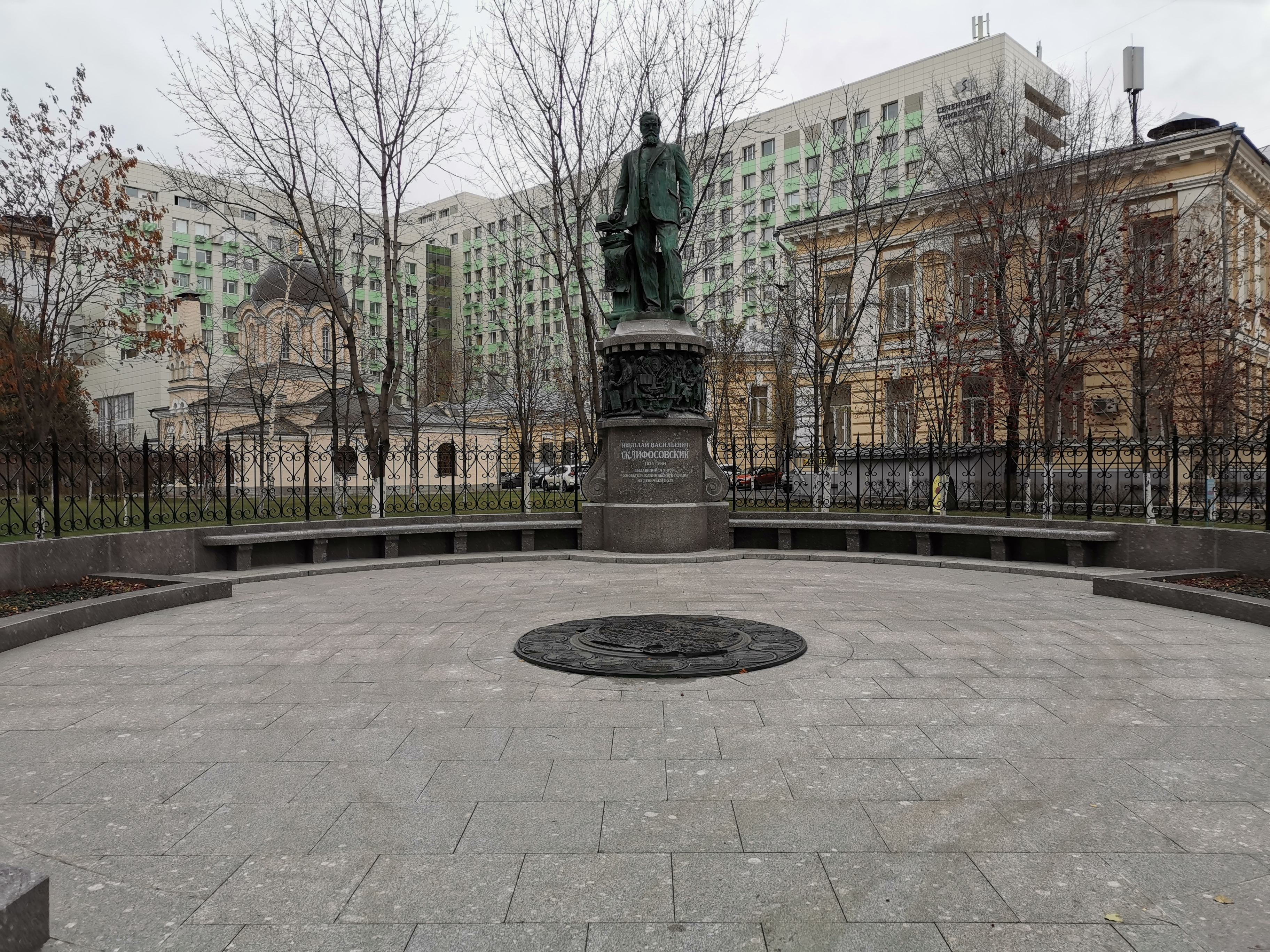
Памятник Н. В. Склифосовскому в Москве.

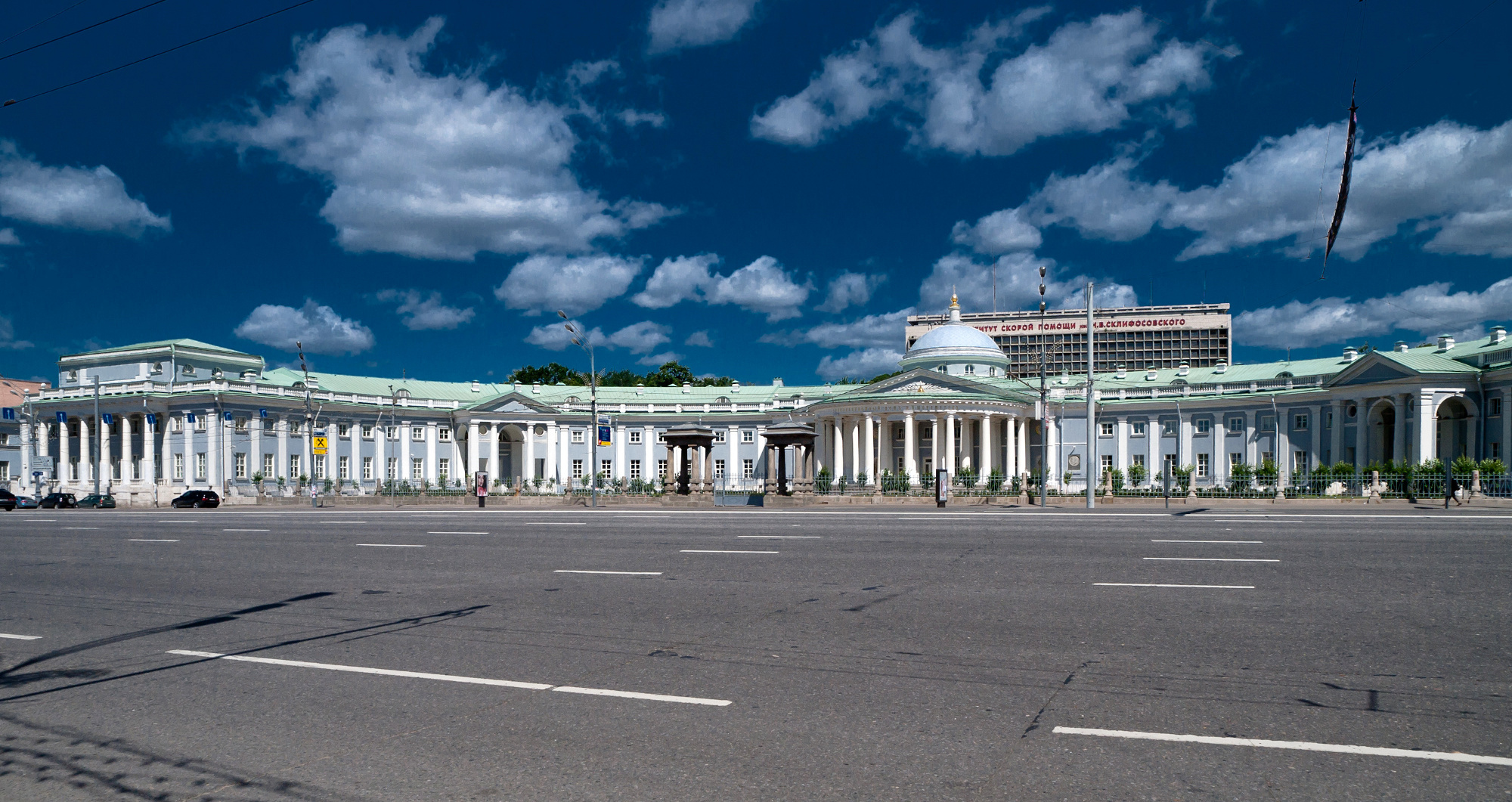
Институт скорой помощи им. Н. В. Склифосовского в Москве.

- Научно-исследовательский институт скорой помощи имени Н. В. Склифосовского в Москве был назван в его честь в 1923 году[21].
- 26 марта 1961 года в СССР в честь 125-летия Н. В. Склифосовского выпущена памятная почтовая марка, выполненная художником В. Завьяловым, тиражом 3 млн экземпляров.
- Памятник в Полтаве (гранитный бюст на постаменте, установлен 25 мая 1979 года в сквере на территории областной клинической больницы)[22].
- В 2001 году в Приднестровской Молдавской Республике выпущена памятная серебряная монета с изображением Н. В. Склифосовского номиналом 100 руб.[23]
- В 2006 году в Молдове была выпущена почтовая марка, приуроченная к 170-летию Н. В. Склифосовского.
- По инициативе гос. администрации Приднестровской Молдавской Республики и при поддержке приднестровских общественных организаций в г. Дубоссары с 2015 года организован сбор средств на установку памятника Н. В. Склифосовскому к его юбилею[9][24].[значимость факта?]
- 12 октября 2018 года в Москве на Большой Пироговской улице открыли памятник Н. В. Склифосовскому в честь 260-летия Первого Московского государственного медицинского университета имени И. М. Сеченова, ректором которого он был[25].
- Институт клинической медицины имени Н. В. Склифосовского Первого Московского государственного медицинского университета имени И. М. Сеченова.

## Киновоплощения
- 2011 — Институт благородных девиц — Андрей Градов

## Адреса в Санкт-Петербурге
- 1870-е — Стремянная ул., д. 8.
- 1893—1900 — Моховая ул., д. 6.